# Ilona Hajós
Ilona Hajós, coniugata Stieberné e, successivamente, Randéné (Budapest, 19 settembre 1926), è un'ex cestista ungherese.

## Carriera
Con l'Ungheria i Campionati europei del 1950, vincendo la medaglia d'argento.